# Комп'ютерна скульптура

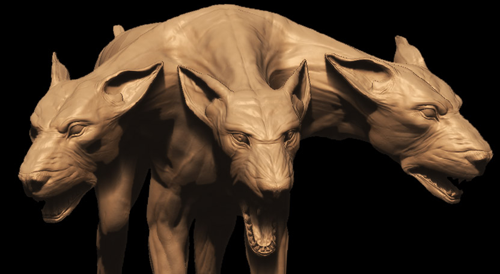
Приклад 3D скульптури створеної у Blender

Комп'ютерна скульптура (цифрова скульптура, скульптурне моделювання або 3d-скульптинг) — вид образотворчого мистецтва, твори якого мають об'ємну форму і створюються за допомогою спеціального комп'ютерного програмного забезпечення, яке імітує інструменти та поводження, так якби скульптор працював над звичайною глиною або каменем.

## Технологія моделювання скульптури

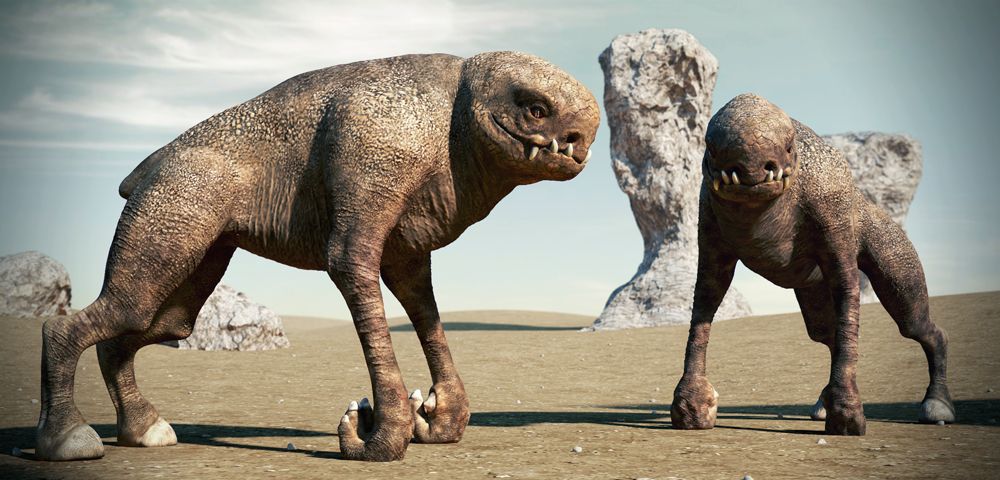
Композиція створена з використанням 3D скульптур

Використання в програмах для цифрової скульптури різних інструментів може варіюватися (в кожному підході є свої переваги і недоліки). У більшості інструментів для моделювання цифрової скульптури застосовується деформація поверхні полігональної моделі, завдяки чому її можливо зробити опуклою або увігнутою. Цей процес чимось схожий на карбування металевих пластин, поверхня яких деформують для отримання необхідного візерунка і рельєфу. Інші інструменти працюють за принципом воксельної геометрії, об'ємність яких залежить від використовуваного піксельного зображення. У цифровій скульптурі, як і в роботі з глиною, можна «нарощувати» поверхні, додаючи нові шари, або навпаки, знімати зайві, стираючи шари. Всі інструменти по різному деформують геометрію моделі, що полегшує і робить багатшими процес моделювання.
Ще одна особливість цих програм полягає в тому, що в них зберігаються кілька рівнів деталізації об'єкта, завдяки чому можна з легкістю переходити з одного рівня на інший, редагуючи модель. Якщо змінити поверхню моделі на одному рівні, то ці зміни торкнуться і інших рівнів, тощо всіх взаємопов'язаних рівнів. Різні області моделі можуть мати полігони різної величини, від маленьких до дуже великих, залежно від того, в якій ділянці моделі вони розташовані. Різного роду обмежувачі (маски, заморожування поверхні та ін.) дозволяють редагувати поверхні, не зачіпаючи і не деформуючи лежачі зони поруч.
Основною особливістю воксельної геометрії є те, що вона забезпечує повну свободу над редагованою поверхнею. Топологія моделі може постійно змінюватися в процесі її створення, матеріал може додаватися, деформуватися і видалятися, що значно полегшує роботу скульптора з шарами і полігонами. Проте ця технологія створює обмеження при роботі з різними рівнями деталізації. На відміну від стандартного моделювання, в вокселів зміни, внесені в геометрію моделі на більш низькому рівні деталізації, можуть повністю знищити дрібні деталі на більш високому рівні.
Працювати над цифровою скульптурою можна з використанням, як стандартної миші, так і з графічним планшетом, що збільшує можливості скульптора, дозволяючи йому буквально малювати свої скульптури, створюючи більш плавні і різні по товщині лінії і деформації. Монітор-планшет в рази збільшує швидкість роботи над скульптурою завдяки сенсорному дисплею і простоті поводження з моделлю.

## Застосування
3D скульптура це ще молода, яка набирає обертів технологія моделювання, але незважаючи на це, за порівняно короткий час, вона завоювала велику популярність у всьому світі. Особливість цифрової скульптури полягає в тому, що вона дозволяє створювати моделі з високим рівнем деталізації (десятки і сотні мільйонів полігонів), що поки ще недосяжно традиційними методами 3d моделювання. Це робить її найбільш просунутим методом для отримання фотореалістичних сцен і моделей. В основному цифрова скульптура використовується для моделювання високополігональних органічних 3d моделей, які складаються з викривлених поверхонь та з великим числом великих і дрібних деталей.
В даний час, програми для цифрової скульптури часто використовують для поліпшення і удосконалення зовнішнього вигляду низькополігональних моделей, що застосовуються в комп'ютерних та відеоіграх, за рахунок створення різного роду карт нерівностей. Поєднуючи грубі 3d моделі з текстурними картами, картами нормалей і заміщення, можна значно поліпшити зовнішній вигляд ігрових рівнів і персонажів, досягаючи високого ступеня реалізму комп'ютерної гри і заощаджуючи ресурси комп'ютера. Деякі скульптори, що працюють в таких програмах як Zbrush і Mudbox часто поєднують процеси моделювання з традиційними 3d програмами з метою більш якісної візуалізації і додання додаткових ефектів для моделі (наприклад, волосся і вовни). Такі програми як 3ds Max, Maya і Modo включають в себе деякі елементи і прийоми роботи з моделлю, схожі на інструменти в програмах для цифрової скульптури, але значно поступаються останнім.
Високополігональні скульптури знайшли широке застосування в художніх і фантастичних фільмах, в мистецтві, в промисловому дизайні. Вони так само використовуються у створенні прототипів, фотореалістичних ілюстрацій і для створення реальних скульптур для 3d друку.

## Програми для цифрової скульптури
Нижче представлений список програм для високополігонального моделювання (від декількох сотень тисяч до декількох сотень мільйонів полігонів) 3d скульптур:
- 3D-Coat
- Autodesk Mudbox
- Blender
- CB model pro
- Freeform
- JDPaint
- MODO
- Sculptris
- SharpConstruct
- Silo
- topoGun
- ZBrush
- та ін.

Приклади традиційних програм для 3d моделювання, в яких можна створювати низькополігональні моделі та високополігональні моделі і моделі для подальшої обробки в програмах для цифрової скульптури:
- SketchUp
- Rhinoceros 3D
- 3ds Max
- Cinema 4D